# Resolució 2028 del Consell de Seguretat de les Nacions Unides
La Resolució 2028 del Consell de Seguretat de les Nacions Unides fou adoptada per unanimitat el 21 de desembre de 2011. Després de considerar un informe del Secretari General Ban Ki-moon, sobre la Força de les Nacions Unides d'Observació de la Separació (UNDOF) i reafirmant la resolució 1308 (2000), el Consell va prorrogar el seu mandat per uns altres sis mesos, fins al 30 de juny de 2012.
El Consell de Seguretat va demanar la implementació de la Resolució 338 (1973) que exigia la celebració de negociacions entre les parts per a la solució pacífica de la situació a l'Orient Mitjà. L'informe del Secretari General va indicar que la situació a l'Orient Mitjà es mantindria tibant fins que es va poder assolir una solució.